# Дижон
 Тази статия е за града във Франция.  За окръга вижте Дижон (окръг).  
Дижо̀н (на френски: Dijon) е град в Източна Франция. Той е главен административен център на департамента Кот д`Ор, както и историческа столица на Бургундия. В Дижон живеят около 151 500 души (2007). През 2004 г. населението на града и околностите е около 237 000 души.
Градът е известен със своята дижонска горчица. През 1634 г. в Дижон 23 производители на горчица получават изключителното право да я произвеждат и продават. Днес Дижон има малък дял в световното производство на дижонска горчица.

## Забележителности
Дижон има стар център със сгради от XII—XV век и дворецът на херцозите на Бургундия с кулата на Филип Добрия. Съвременния си облик градът дължи на преустройството от XVII—XVIII век. Дворцовите зали си поделят кметството и музеят за изобразителни изкуства с редки колекции от старофренска и раннонидерландска живопис. 
От култовите сгради най-известни са:
- Готическа катедрала Свети Бенигнус, изградена между 1280 и 1325 години, осветена през 1393 година, а през XVIII век става седалище на епископа.
- Готическа църква Нотр-Дам (Дижон) – (началото на XIII век) слави се със своите причудливо-ажурни фасади и образци на средновековното декоративно-приложно изкуство.
- църква Сен Филибер – закрита за служби, строена през XI до XVI век; впечатлението на туристите е, че сякаш е издигната от дявола за една нощ.
- Църква „св. Михаил“ – ярък пример за прехода от готика към ренесанс през първата трета на XVI век.
- картезиански манастир „Шанмол“ – построен през XIV—XV век под ръководството на Слютер е частично разрушен в годините на революцията и е отдаден за психиатрическа болница, но и това, което е съхранено от него, представлява изключителен художествен интерес.
- Пищните надгробия на херцозите Филип II Смели и Жан Безстрашни са пренесени от манастира в стражевата зала на херцогския дворец.

### Музеи в Дижон
Дижон се слави със своите забележителни музеи, такива като:
Археологически музей,
Музей на Бургундския град,
Музей на културата на Дижон.
Дижон е град с голяма туристическа посещаемост.
В този град има много малки улички и кули.

## Спорт
Представителният футболен отбор на града носи името Дижон ФКО.

## Известни личности
Родени в Дижон
- Густав Айфел (1832 – 1923), инженер и предприемач
- Анри Дарси (1803 – 1858), инженер
- Шарл Дезорм (1777 – 1862), физик и химик
- Клод Жад (1948 – 2006), киноактриса
- Жан Безстрашни (1371 – 1419), херцог
- Никола Клеман (1779 – 1841), химик и предприемач
- Луи Леузон Льо Дюк (1815 – 1889), писател
- Жан-Филип Рамо (1683 – 1764), композитор

## Колежи и университети
- Бургундски университет, известен още като Университет на Бургундия
- Фестивали и събития

## Побратимени градове
- Волгоград, Русия (1959)
- Далас, САЩ
- Йорк, Великобритания
- Клуж-Напока, Румъния
- Майнц, Германия
- Ополе (Полша)
- Печ, Унгария
- Разград, България от 2007 г.
- Реджо нел'Емилия, Италия
- Скопие, Северна Македония